# Fortí del Fanal
El Fort, Reducte o Fortí del Fanal de Portvendres pertany al terme comunal de Portvendres, de la comarca del Rosselló, a la Catalunya del Nord.
Està situat a prop al nord-est de la vila de Portvendres, a ponent de l'entrada del port, de la qual servia de defensa.

## Història
El Fort, Fortí o Reducte del Fanal forma part de les nombroses obres dutes a terme per Vauban entre els anys 1673 i 1700 per tal d'assegurar la defensa del port de Portvendres. Un far de llum verda situat a estribord marca l'entrada del port. El llum del far tenia el 1780 un abast de més de cinc llegües.
L'edifici del segle xvii està inscrit com a Monument històric francès des del 1933.
El monument és propietat de l'estat. Forma part del cens d'immobles Monuments Històrics com a fortificació.